# Cordia (planten)
Cordia is de botanische naam van een geslacht van struiken en bomen uit de ruwbladigenfamilie (Boraginaceae). Er zijn wereldwijd ongeveer driehonderd soorten bekend, waarvan de meeste in warmere gebieden voorkomen. Het geslacht werd in 1703 door Charles Plumier vernoemd naar Valerius Cordus. Linnaeus nam die naam in 1753 over in Species plantarum. De soort die Plumier de naam 'Cordia' gaf, en die later door Linnaeus Cordia glabra werd genoemd, wordt echter niet meer in dit geslacht geplaatst, maar beschouwd als een synoniem van Bourreria succulenta Jacq..
Veel Cordia-soorten hebben geurige, opvallende bloemen, waardoor ze populair zijn in tuinen, hoewel ze niet erg winterhard zijn. Zoals alle ruwbladigen hebben ze sterk behaarde bladeren.
Hier worden behandeld:
- knoflookboom (Cordia alliodora)
- Texaanse olijf (Cordia boisseri)
- sebestenboom (Cordia sebestena)
- kou (Cordia subcordata)